# WPGA Tour of Australasia
Le WPGA Tour of Australasia est circuit professionnel de golf féminin organisé depuis 1972 par la Women’s Professional Golfers' Association of Australasia. Basé en Australie, il inclut également des tournois néo-zélandais. De 1991 à 2020, il était connu sous le nom Australian Ladies Professional Golf Tour (ALPG Tour).
Les premières années furent difficiles, en raison du manque de participantes (seulement vingt lors de la première année), cependant le circuit a petit à petit pris de l'importance et on compte en 2004 plus de 150 participantes. En 2007/2008, les treize tournois mis en jeu sont disputés de novembre à février durant l'été australien. Deux tournois, l'ANZ Ladies Masters et le Women's Australian Open, sont également inscrits au calendrier du circuit européen, le LET, permettant une meilleure compétitivité et attraction. À partir de la saison 2009/2010, un troisième tournoi est commun avec le circuit européen, le New Zealand Women's Open. Depuis la saison 2011/2012, le Women's Australian Open est aussi inscrit sur le circuit américain, le LPGA Tour, en plus du circuit européen. Ces trois tournois sont généralement joués à la suite au cours du mois de février.
À partir de la saison 2016/2017, ces trois tournois ne sont plus inscrits au calendrier du LET. Néanmoins, un nouveau tournoi fait son entrée dans le calendrier européen, le Oates Victorian Open.
C'est par ce circuit que l'ex-numéro un mondial Karrie Webb s'est révélée, et bien qu'inscrite ensuite au LPGA Tour (aux États-Unis), elle joue chaque année sur ce circuit, dont elle remporte l'Ordre du Mérite à treize reprises. En effet, les meilleurs golfeuses du circuit sont rapidement tentées de disputer d'autres circuits mieux dotés où la concurrence y est plus rude, notamment la LPGA Tour. De même, la numéro un mondial Néo-Zélandaise Lydia Ko, encore amateur à ce moment de sa carrière, remporte le 29 janvier 2012 le Bing Lee Samsung Women's NSW Open, sa première victoire dans un tournoi professionnel sur ce circuit. Elle devient, à l'âge de 14 ans, la plus jeune golfeuse à remporter un tournoi professionnel.

## Ordre du Mérite
| Saison  | Nationalité | Vainqueur           | Gains (AUD) |
| ------- | ----------- | ------------------- | ----------- |
| 1988/89 | Australie   | Corinne Dibnah      |             |
| 1989/90 | Australie   | Nicole Lowien       |             |
| 1990/91 | Australie   | Jenny Sevil         |             |
| 1991/92 | Australie   | Corinne Dibnah      |             |
| 1992/93 | Australie   | Karen Lunn          |             |
| 1993/94 | Australie   | Corinne Dibnah      |             |
| 1994/95 | Australie   | Karrie Webb         |             |
| 1995/96 | Australie   | Mardi Lunn          |             |
| 1996/97 | Australie   | Karrie Webb         |             |
| 1997/98 | Australie   | Karrie Webb         |             |
| 1998/99 | Australie   | Karrie Webb         |             |
| 1999/00 | Australie   | Karrie Webb         |             |
| 2000/01 | Australie   | Karrie Webb         |             |
| 2001/02 | Australie   | Karrie Webb         |             |
| 2002/03 | Australie   | Rebecca Stevenson   |             |
| 2003/04 | Australie   | Rachel Hetherington |             |
| 2004/05 | Australie   | Karrie Webb         |             |
| 2005/06 | Canada      | Nikki Campbell      |             |
| 2006/07 | Australie   | Karrie Webb         | 195 000,00  |
| 2007/08 | Australie   | Karrie Webb         | 99 600,00   |
| 2008/09 | Australie   | Katherine Hull      | 125 980,00  |
| 2009/10 | Australie   | Karrie Webb         | 132 000,00  |
| 2010/11 | Australie   | Kristie Smith       | 60 033,11   |
| 2011/12 | Australie   | Lindsey Wright      | 70 066,95   |
| 2012/13 | Australie   | Stacey Keating      | 74 625,53   |
| 2013/14 | Australie   | Karrie Webb         | 199 242,00  |
| 2014/15 | Australie   | Su-Hyun Oh          | 80 429,65   |
| 2015/16 | Australie   | Karrie Webb         | 126 766,52  |
| 2016/17 | Australie   | Sarah Jane Smith    | 97 245,15   |